# Stepan Kuzyk
Stepan Kuzyk, Stefan Kuzyk (ur. 7 stycznia 1888 we wsi Zagórze pod Rohatynem, zm. 7 kwietnia 1947 w Berchtesgaden) – ukraiński działacz społeczny i polityczny, adwokat, członek Komitetu Centralnego Ukraińskiego Zjednoczenia Narodowo-Demokratycznego (UNDO), poseł na Sejm II i III kadencji w II Rzeczypospolitej.
Po ukończeniu studiów adwokat w Rohatynie, radny miejski.  Wiceprezes Rady Nadzorczej Narodnej Torhowli, członek zarządu  Związku Rewizyjnego Spółdzielni Ukraińskich we Lwowie, członek zarządu spółki wydawniczej dziennika Diło, członek zarządu Proświty.
W wyborach parlamentarnych w 1928 wybrany na posła do Sejm RP drugiej kadencji z listy  Bloku Mniejszości Narodowych (nr 18) z okręgu 55 (Złoczów). Reprezentant UNDO i Ukraińskiej Reprezentacji Parlamentarnej  na XXV sesję Unii Międzyparlamentarnej.
W czasie kampanii wyborczej przed wyborami do Sejmu i Senatu w listopadzie 1930 (tzw. „wyborami brzeskimi”) aresztowany 6 września 1930, przewieziony do więzienia w Brzeżanach. 7 grudnia 1930  wyszedł na wolność bez postawienia zarzutów i procesu sądowego wobec wyboru na posła na Sejm III kadencji z okręgu 55 i uzyskania immunitetu. W początkach 1932 należał w UNDO do opozycyjnej grupy sprzeciwiającej się kompromisowi z Polską – podpisał się pod deklaracją grupy opozycyjnej, złożoną na zakończenie IV zjazdu UNDO w marcu 1932. Członek  rady spółki „Ukraiński Naftowy Przemysł we Lwowie”, założonej 14 marca 1936. 
W czasie II wojny światowej członek zarządu Związku Rewizyjnego Ukraińskich Kooperatystów, dyrektor Centrobanku we Lwowie.